# Crenitis morata
Crenitis morata är en skalbaggsart som först beskrevs av Horn 1890.  Crenitis morata ingår i släktet Crenitis och familjen palpbaggar. Inga underarter finns listade i Catalogue of Life.